# 李煒鋒
李煒鋒（英語：Deco Lee，1989年—），前香港元朗區議會頌栢選區議員，前人民力量成員，曾任陳志全助理。

## 參選區議會
李煒鋒在2015年區議會選舉曾參加沙田禾輋邨選區，但不敵余倩雯。
| 政党   | 政党     | 候选人    | 票数  | %     | ±   |
| ------ | -------- | --------- | ----- | ----- | --- |
|        | 民建聯   | ①. 余倩雯 | 2,495 | 47.24 | N/A |
|        | 人民力量 | ②. 李煒鋒 | 1,602 | 30.33 | N/A |
|        | 獨立     | ③. 李德華 | 1,185 | 22.43 | N/A |
| 多数票 | 多数票   | 多数票    | 893   | 16.91 | N/A |

## 一度退出政壇
敗選後，李煒鋒退出人民力量，帶著20萬元積蓄到大灣區創業，在深圳開發英語教育軟件。短短兩年間，李煒鋒已獲融資1000萬元，更搖身一變成為獲高官、商家支持的青年創業家。三年前的參選口號是「守護香港，捍衛家園」，被問到是否已經放棄當初的政治理想，他認為，不論任何政治立場，均無法在經濟議題上跟國家完全切割。但隨著2019年的反送中運動發展，他在9月決定重返政壇，更不惜把股權轉售給其他股東。

## 重返政壇
2019年11月24日，李煒鋒再次參與區議會換屆選舉，在元朗區議會頌栢選區以3,249票，大勝得2,404票的郭靜然，和得187票的張國棟，成功當選，並於翌年1月1日就任元朗區議員。
| 政党   | 政党   | 候选人    | 票数  | %     | ±      |
| ------ | ------ | --------- | ----- | ----- | ------ |
|        | 無黨派 | ①. 張國棟 | 187   | 3.21  | 不適用 |
|        | 天地會 | ②. 李煒鋒 | 3,249 | 55.63 | 不適用 |
|        | 經民聯 | ③. 郭靜然 | 2,404 | 41.16 | 不適用 |
| 多数票 | 多数票 | 多数票    | 658   | 11.27 | 不適用 |

### 直播期間遇襲
2020年4月4日凌晨約1時許，李煒鋒行經元朗明渠近「B仔涼粉」，見三名黑衣男子形迹可疑，其中兩人在懸掛橫額，另一名則在把風。橫額內容包括元朗區議會主席黃偉賢「建議政府授權年青人用汽油彈振興香港經濟」，以及副主席麥業成「成功爭取社區播毒」。李煒鋒認為橫額內容誹謗民主派區議員，故拍片在網上直播。其間三名男子向三個不同方向逃跑，李追向其中一人，先出手拉脫其口罩，並追問其身分。期間該男子向其頭部及面部拳打兩至三下，令其左上額及嘴部受傷。男子繼續向元朗警署車閘方向跑，至車閘外停下。李煒鋒追至，並向車閘內的警員投訴，指該男子掛橫額誹謗民主派區議員。該名黑衣男子則向警員表示：「我收錢做嘢架咋！」（我只是收錢辦事而已）「你（李煒鋒）無啦啦追住我咁耐，我做咩……我都唔知發生咩事。」（你無故追著我那麼久，我為甚麼……我也不知道發生了甚麼事）
據李煒鋒表示，其後有白衣警員走出門外，拍一拍該名施襲者肩膀，兩名軍裝警員將男子帶入警署，並指示李煒鋒到報案室。李煒鋒其後到屯門醫院驗傷。他對該男子向元朗警署方向逃跑及警方的處理方法感到疑惑，質疑警方以什麼準則帶該男子進警署。李煒鋒於同日早上以徵詢律師意見為由移除直播片段，警方回覆查詢時指，報案人暫時無需警方協助，僅要求警方備案。警列事件作「糾紛」，無人被捕。警方當日深夜再補充，報案人表示沒有受襲擊，其後警方接報指元朗區內其他地點亦被掛上相關橫額，有關橫額已於晚上被相關部門移除。警方會繼續調查事件，票控有關懸掛橫額的人。 

### 被裁定區議員宣誓無效
2021年10月21日，香港政府宣佈第四批(新界西)區議員宣誓結果，李煒鋒與另外16名民主派區議員一同被裁定宣誓無效，即時喪失區議員資格，並且在5年內不得參與各級選舉。

## 外部連結
- 頌栢 - 李煒鋒 Deco Lee的Facebook專頁

| 議會席位      | 議會席位                                              | 議會席位 |
| ------------- | ----------------------------------------------------- | -------- |
| 前任： 黃卓健 | 元朗區議會 頌栢選區區議員 2020年1月1日—2021年10月20日 | 空缺     |